# Agalinis lanceolata
Agalinis lanceolata är en snyltrotsväxtart som först beskrevs av Hipólito Ruiz López och Pavon, och fick sitt nu gällande namn av W.G. D'arcy. Agalinis lanceolata ingår i släktet Agalinis och familjen snyltrotsväxter. Inga underarter finns listade i Catalogue of Life.